# Ammophila globifrontalis
Ammophila globifrontalis es una especie de avispa del género Ammophila, familia Sphecidae.

## Taxonomía
Fue descrito por primera vez en 1995 por Li y Ch. Yang. 